# Amélia Benebien
Amélia Pedroso (Crato, 6 de janeiro de 1860 - ?), depois de casada Amélia Perouse Benebien, foi a primeira médica do estado do Ceará, Brasil. Foi a quinta mulher a formar-se em Medicina no Brasil.

## Biografia
Amélia Pedroso Benebien nasceu no sítio Bebida Nova, em Crato, no dia 6 de janeiro de 1860, filha de Umbelina Moreira de Carvalho e do Coronel Bembém (Joaquim Pedroso Bembém), grande produtor de rapadura. Ingressou na Faculdade de Medicina da Bahia em 1885. Graduou-se em 28 de março de 1890, com a tese Disposições Anômalas do Coração Umbilical. Foi a segunda mulher a receber o título por essa instituição.
Amélia Pedroso Benebien casou-se com o cirurgião Julio Perouse Pontes, de ascendência francesa. Quando adotou o sobrenome do marido (Perouse) e criou para si o sobrenome BeneBien em alusão ao apelido de seu pai. Passando a assinar Amélia Perouse Benebien.

## Homenagem
- No início dos anos 1980, uma rua da cidade de Fortaleza (capital do Ceará) foi nomeada em sua homenagem.[4]